# 러시아어
러시아어(러시아어: ру́сский язы́к 루스키 야지크[*], 듣기 (도움말·정보), 문화어: 로씨야어)는 인도유럽어족 슬라브어파 동슬라브어군에 속한 언어로 슬라브어파에서 가장 많이 쓰이는 언어이다. 러시아의 음역어인 노서아(露西亞)•노국(露國)에서 따와서 노어(露語, 문화어: 로어)라고도 한다. 러시아 연방의 공용어이며 33개의 키릴 문자로 표기한다.
1997년에 발행된 《Language Monthly No. 3》에 따르면 전 세계에서 2억 8500만 명이 러시아어를 쓰고, 이 가운데 1억 6천만 명이 러시아어를 모어로 사용한다. 러시아인의 민족 언어로서, 총 화자 수는 세계에서 9번째로 많고 모어 화자 수는 7번째로 많다. 냉전 시기에는 소련의 국가 공용어로서 세계적으로 국제어의 지위를 누렸고 현재도 유엔의 6개 공식 언어 중 하나이다. 오늘날에도 러시아어는 러시아 연방의 공용어이자 구소련 국가들의 링구아 프랑카로서 유라시아의 넓은 지역에 걸쳐 사용된다. 벨라루스, 카자흐스탄, 키르기스스탄, 타지키스탄에서는 러시아어가 국가 공용어 중 하나로 지정되어 있고 우크라이나, 몰도바, 캅카스 국가, 중앙아시아에서도 제2언어로서 널리 사용된다. 이외에 발트 3국과 이스라엘에도 러시아계 주민을 중심으로 한 상당한 규모의 화자 집단이 있다.
러시아어는 서기 9~13세기 동슬라브인 부족들의 느슨한 연합체이던 키예프 루스의 언어 고대 동슬라브어를 직계 조상으로 한다. 역사적 맥락에서 볼 때 러시아어의 가장 가까운 친척 언어는 동슬라브어 계통의 벨라루스어, 우크라이나어, 루신어이다. 또 다른 고대 동슬라브 언어인 고대 노브고로드어는 중세에 이미 사멸했으나 현대 러시아어 형성에 중요한 기여를 했다고 추정된다. 또한 러시아어는 교회 슬라브어의 공통적인 영향으로 인해 불가리아어와 어휘 측면에서 눈에 띄는 유사성을 보인다. 소련 시대 국제 언어로서 가진 지위의 영향으로 다양한 주변 언어에도 차용 어휘 등 영향을 남겼다.

## 역사

### 소련 시기
소련은 공식적인 공용어가 없었으나 러시아어가 사실상 공용어로 기능하였다. 튀르크계 추바시인을 조상으로 둔 레닌은 오스트리아 마르크스주의와 카우츠키의 영향을 받아 쓴 1914년 논문 『강제적 국가 언어는 필요한가?』에서 국가 언어 제정을 비판하였다. 또한 스탈린은 소수민족인 조지아인이자 민족 문제 전문가로서 민족어 장려 정책을 채택하였다. 그 결과, 소련 붕괴에 이르기까지 러시아어는 공용어가 되지 못했다.
1918년 볼셰비키가 알렉세이 샤흐마토프의 철자 개혁안을 공포하였다. 이후 1942년 Ё가 포함되어 현재의 러시아어 정서법이 되었다. 1964년에도 소련 과학 아카데미에 의해 정서법 개혁안이 만들어졌으나 실시되지 않았다.

### 소련 붕괴 이후
1991년 말 소련 붕괴로 인해 소련을 구성하던 공화국들은 제각기 독립하였다. 이들 국가에서는 민족 언어가 제1공용어에서 러시아어를 밀어냈다. 그러나 이후의 언어 상황은 제각기 다르다.
에스토니아·라트비아·리투아니아의 발트 3국에서는 독립 이후 빠르게 각각의 민족 언어(에스토니아어·라트비아어·리투아니아어) 사용 기회가 증가하고 있다. 물론 소련 붕괴는 30년 정도 밖에 지나지 않았고 러시아계 주민이 많은 지역 등에서는 러시아어가 지금도 사용되지만, 소련 시절과 비교하면 러시아어 사용이 크게 줄었다고 할 수 있다. 특히 발트 3국은 2004년 EU 가입 이후, 영어와 독일어를 더 많이 배운다. 다만 소련 후기에 러시아어 인구가 라트비아어 인구를 역전할 것으로 예상되던 라트비아에서는 독립 후 제정한 국적법에서 국적 취득 요건에 라트비아어 습득을 의무화하였다. 이로 통해 상당수의 러시아계 주민을 러시아로 이주시키는 것에 성공하였다. 그러나 러시아 정부는 이 규정으로 인하여 국적을 부여받지 못한 잔류 러시아인들의 권리가 침해되고 있다며 항의하였다. 유럽위원회 또한 이 규정은 시민 평등을 규정하는 유럽 헌법을 위반하고 있다고 지적했다. 그러나 2018년 4월 교육법 개정은 러시아계 주민이 다니는 학교라도 초등학교는 50% 이상, 중학교는 80%, 고등학교는 100%의 과목을 라트비아어로 가르칠 것을 의무화하였다.
몰도바에서는 법적으로 러시아어를 공용어에 지정하였으나 2018년 6월 해당 조항을 무효화시켰다.
또한 러시아의 영향권에서 벗어나고자 하는 우크라이나와 조지아에서도 러시아어가 아닌 우크라이나어와 조지아어가 더 널리 사용되고 있다. 우크라이나에서는 서부를 중심으로 우크라이나어가 주로 사용되는 지역이 있다. 그러나 우크라이나어와 러시아어가 함께 사용되는 지역도 있고, 동부와 크름 반도에는 러시아어가 주로 사용되는 지역도 있다. 그렇기 때문에 앞으로도 러시아어는 일부 지역에서 계속 사용될 것으로 여겨진다. 한편 전통적으로는 도시 지역을 중심으로 하여 우크라이나어와 러시아어가 섞여왔지만, 소련 붕괴 이후에는 과거 러시아어가 우세했던 지역을 중심으로 우크라이나어에 러시아어적인 요소가 섞인 수르지크어라는 혼합어가 확산되고 있다. 지금도 우크라이나 서부를 제외한 넓은 지역에서 러시아어는 사용되고 있으며 러시아어를 제2공용어로 하자는 움직임도 있는 등 지금까지의 러시아어 배제 기조는 전환점을 맞이하고 있다.
조지아 역시 오랜 세월 러시아어에 지배당한 나라였다. 조지아 정부는 러시아어 교육을 폐지하고 국명을 러시아어식인 '그루지야'에서 영어식인 '조지아'로 변경하도록 요청했다. 그러나 러시아에 많은 조지아인들이 거주하는 등 러시아어는 지금도 많이 사용된다.
그 이외의 지역에서는 지금도 러시아어가 폭넓게 사용되고 있다. 벨라루스나 카자흐스탄·키르기스스탄·우즈베키스탄·투르크메니스탄 등에서는 러시아인이 아닌데도 러시아어만 구사하는 사람도 많고, 다양한 민족이 뒤섞여 사는 중앙아시아에서는 러시아어가 민족을 넘어선 공통 언어로 쓰이고 있다. 캅카스 지역과 몰도바에서도 현지인끼리의 일상 대화에는 현지어가 사용되는 경우가 늘고 있지만 러시아어로 대화하는 사람도 적지 않다. 또한 러시아와의 통합에 적극적인 알렉산드르 루카셴코 대통령의 독재 체제가 이어지는 벨라루스에서는 벨라루스어와 러시아어가 공용어로 지정되어 있지만, 이웃 나라 우크라이나와는 반대로 러시아어 사용이 장려되어 본래의 민족 언어인 벨라루스어가 경시되는 경향이 있다.
폴란드나 불가리아 등의 옛 공산권 국가에서는 공산 체제 당시에는 러시아어가 널리 학습되었지만, 민주화 이후 영어나 독일어 등 서구 언어에 밀려 러시아어 학습은 줄어들었다. 또 발트 3국과 동유럽 여러 국가에서는 헝가리 혁명이나 프라하의 봄 등 소련군에 의한 민주화 탄압이 있었기 때문에 과거 제1외국어였던 러시아어를 사용하는 것도 거부하는 사람이 있다.
한편 브릭스로 불리는 경제 성장 지역 중 하나인 러시아가 블라디미르 푸틴 정권에서 경제 살리기에 성공하였고, 천연 자원으로 인하여 대외 경제관계가 다시 확대되면서 러시아어 수요는 다시 높아지고 있다. 발트 3국 등에서도 러시아어에 대한 부정적 이미지도 소련 시절을 경험하지 못한 젊은 세대를 중심으로 점차 옅어지고 있으며, 러시아어를 영어나 독일어 등과 함께 무역 등에서 필요한 언어로 보는 사람도 늘고 있다. 또, 우주 개발에서는 국제우주정거장의 공용어 중 하나로 영어와 함께 필수불가결한 언어의 하나가 되었다.
러시아 국내에서는 급속한 자본주의화와 신기술 도입에 따라 그동안 없었던 개념이나 용어가 많이 도입되었다. 여기에 러시아어의 조어 능력이 따라가지 못하면서 영어를 중심으로 한 외래어가 그대로 러시아어에 들어가는 사례가 늘고 있다.

## 지리적 분포

### 우크라이나
우크라이나 동부와 남부에서는 러시아어가 널리 사용되고 있다. 또한 우크라이나어와 러시아어의 사회 방언이 섞인 구어이자 혼합 언어인 수르지크어(суржик)도 사용되고 있다. 우크라이나에서는 소련 붕괴 이후 언어를 둘러싼 정치 문제가 여러 번 발생하였다. 2014년에는 러시아어 화자가 많은 크림 공화국과 세바스토폴 특별시가 독립을 선언하였고 러시아 편입을 선언하기에 이르렀다(크림 위기). 이와 동시에 동부의 돈바스에서도 무장 분쟁이 발생하여 일부 지역이 도네츠크 인민공화국과 루간스크 인민공화국으로 사실상 독립하였다. 동부 및 남부와는 반대로 러시아어 화자가 적은 서부의 리비우 주에서는 의회가 2018년 9월 18일 러시아어 음악을 공공 장소에서 틀거나 러시아어 서적을 출판하는 것을 금지하는 조례를 가결하였다. 분쟁의 심화는 끝내 2022년 러시아가 우크라이나를 침공하는 사태로 이어졌으며, 9월 30일에는 러시아가 도네츠크, 루간스크 공화국 및 자포리자 주와 헤르손 주의 병합을 선언하였다.
인터넷/상점/직장/학교 등에서는 두 언어를 병기해서 모두 사용하지만 국가기관 및 공직자들은 우크라이나어 위주로 말한다. 다만 개인적인 대화, SNS/블로그/쇼핑몰에서는 러시아어가 더 많이 사용된다. 우크라이나 주민의 약 95%가 러시아어를 구사할 수 있다.

### 벨라루스
벨라루스에서는 러시아어가 토착의 벨라루스어보다 더 널리 사용된다. 소련 붕괴 이후 1994년 대통령에 선출된 알렉산드르 루카셴코는 다음 해인 1995년 러시아어에 벨라루스어와 같은 지위를 부여하기 위하여 국민투표를 실시하였고 가결되었다. 그 이래로 현재까지 사상 최대의 규모로 러시아어화가 추진되고 있다. 2019년 인구 조사에 따르면 총인구 9530.8만 명 중 벨라루스어 모어 화자는 53.2%였으나 러시아어 모어 화자는 41.5%였다. 총인구의 4분의 3에 해당하는 도시 주민 중 벨라루스어 모어 화자는 44.1%였으며 가정 내에서의 사용 비율은 11.3%에 그쳤다. 이는 러시아어화가 크게 진행되고 있음을 보여준다.

### 에스토니아

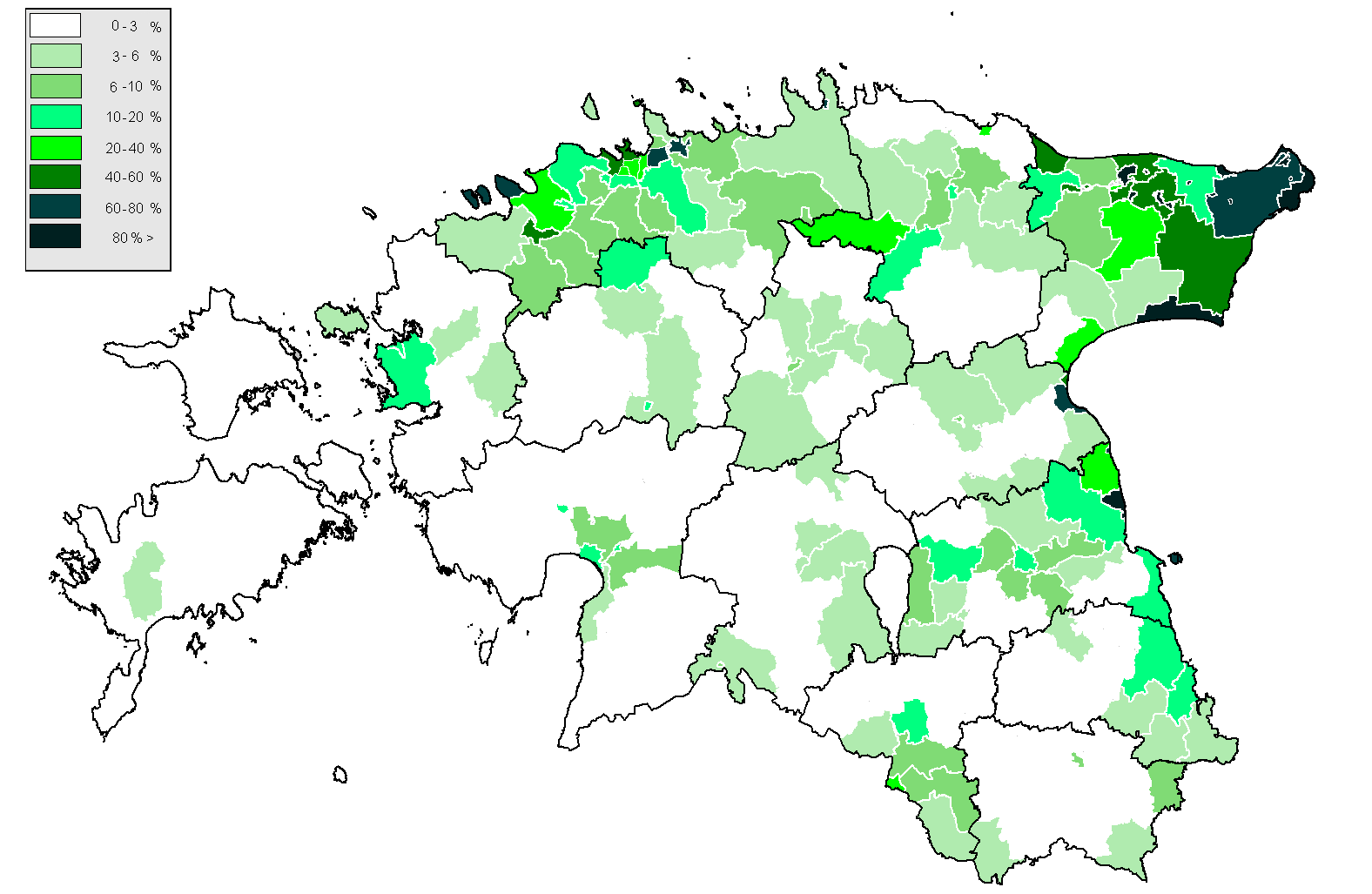
2000년 인구 조사에 따른 러시아어 화자의 분포

러시아와의 역사적 관계로 인해 에스토니아에는 에스토니아어를 이해하지 못하는 러시아어 화자가 일부 존재한다. 에스토니아 정부는 언어법 개정을 거듭하여 이들의 배제 또는 사회 통합을 꾀하였다. 법은 효과를 보여 젊은 러시아인은 에스토니아어 능력이 향상되었다. 그러나 에스토니아어를 구사하지 못하는 주민은 북동부 이다비루주를 중심으로 아직도 존재하며 이들의 사회 통합은 과제로 남았다. 러시아와의 국경에 가까운 북동부 이다비루주 나르바에서는 러시아어 화자의 비율이 95% 이상을 차지하며 동 주에는 이외에도 러시아어 화자가 과반수를 차지하는 도시가 여럿 있다.
이외에도 소련의 영향으로 거의 대부분의 사람들이 러시아어를 할 줄 안다. 대체로 에스토니아 인구의 30%는 러시아어를 모어로 구사하고 많은 에스토니아인들이 러시아어를 제1외국어로 삼고 있다.
에스토니아 언어법 제11조에는 '모든 정주자의 과반수가 사용하는 언어가 에스토니아어가 아닌 지방자치단체에서는 지자체의 실무 언어로 에스토니아어에 더하여 모든 정주자의 과반수를 차지하는 소수민족의 언어를 사용할 수 있다'는 조문이 있다. 이에 러시아인이 95% 이상을 차지하는 나르바시 의회는 의회에서 러시아어를 사용하고자 했으나, 정부는 에스토니아어 사용이 아직 보장되지 않고 있다며 신청을 각하하였다. 그러나 러시아인들은 비합법적으로 공적 영역에서의 러시아어 사용을 계속하고 있다. 2008년 수도인 탈린에서 러시아계 주민이 에스토니아 정부에 반발하여 일어난 대규모 폭동 청동의 밤은 부분적으로 러시아어 탄압 정책에 영향을 받았다.

### 카자흐스탄
카자흐스탄은 소련에서 독립한 후에도 다른 중앙아시아 국가들에 비하여 러시아어가 사용되는 경우가 많기 때문에 카자흐어는 국어, 러시아어는 실질적 공용어의 지위를 확립하였다. 또한 도시 지역에는 카자흐어보다 러시아어를 잘하는 카자흐인이 적지 않다. 이러한 상황에서 카자흐스탄 정부는 카자흐어 진흥을 추진하였다. 이로 인한 카자흐어의 급속한 대두와 러시아어의 중요성 저하에 대해 거부감을 느끼는 이들이 있다. 한편 대중매체에서의 러시아어가 갖는 지배적 지위를 의문스럽게 여기는 의견도 있다.
하지만 최근에는 러시아어에서 벗어나려는 움직임이 있다. 구체적으로는 카자흐어 표기가 키릴 문자에서 라틴 문자로 이행되는 초안이 제출되었다. 그러나 이는 국민들에게 보편화되어 있지 않다. 또한 카자흐어 자체도 러시아어 차용어가 많다.

### 우즈베키스탄
우즈베키스탄에서는 독립 이후 한동안 우즈베크어와 러시아어가 공적 문서에서 사용되었다. 그러나 1995년 12월 헌법 개정으로 우즈베키스탄 헌법 제4조 및 '국가언어법'에 따라 우즈베크어가 공용어가 되었다.
우즈베키스탄 소비에트 사회주의 공화국 당시에는 우즈베크어와 러시아어가 공용어였다. 현재 우즈베키스탄에서는 우즈베크어와 러시아어 외에 주로 소수민족에 의해 타지크어와 키르기스어, 투르크멘어, 카자흐어, 카라칼파크어, 타타르어, 노가이어 등이 튀르크계 언어 이 외에는 아제르바이잔어, 위구르어 등이 사용되고 있다. 지방에서는 우즈베크어 모어 화자의 비율이 높지만, 수도 타슈켄트에서는 인구의 절반 가량이 러시아어 화자이며 러시아어가 일상적으로 사용되고 있다. 또한 대학에서는 우즈베크어와 러시아어로 강의가 이루어지며 연구 활동을 하는 사람은 대부분 러시아어 환경에서 연구하고 있다. 한편 영어가 통하는 경우는 적어서 2005년 조사에서는 영어를 할 수 있다고 답한 사람들이 9%에 불과했다. 반면 러시아어를 할 수 있다고 대답한 사람들의 비율은 중앙아시아 전체에서 80%를 넘었다.
현재 러시아어는 전체 인구의 14.2%에 해당하는 사람들이 제1언어로 사용하고 있으며, 그 외의 사람들도 대부분 러시아어를 제2언어로 사용하고 있는 등 민족 간의 공통어·준공용어로 사용된다. 러시아어는 사회뿐만 아니라 국가 행정에서도 활발하게 사용되고 있다.

### 타지키스탄
타지키스탄에서는 러시아어가 제정 러시아부터 소련 시기까지의 공용어였기 때문에 현재도 제2언어로서 교육·비즈니스 등에서 많이 사용되고 있다. 그러나 2009년 10월 국어법이 제정되어 공문서나 간판, 신문은 타지크어를 사용하도록 의무화되었다.
또한 소련 붕괴 후에 타지키스탄 내전이 일어나 많은 러시아인이 빠져나갔고 러시아어의 통용도가 급격히 낮아졌다. 그러나 현재는 대부분의 이주 노동이 러시아에서 이루어지며 고등교육에는 러시아어 습득이 불가결하기 때문에 러시아어 교육도 중요시되고 있고 국민들의 러시아어 학습열이 강하다.

### 키르기스스탄
키르기스스탄에서는 러시아어가 공용어, 키르기스어가 국어이다(헌법 제10조 제1항, 제2항).
2017년 인구 조사에 따르면 모어 화자 비율은 키르기스어 55.2%, 우즈베크어 4.7%, 러시아어 34.0%이다.
독립 이후 공용어에서 제외된 우즈베키스탄 등과 달리 계속 공용어로 제정되어 있다. 이는 국가의 중추를 차지하고 있는 러시아인 등의 러시아어 화자의 국외 유출(두뇌 유출)을 막기 위한 것이다. 현재도 산악 지역을 제외한 전 국토에서 통용되며 교육, 비즈니스 및 정부기관에서 폭넓게 사용된다. 또한 의료용어 등 러시아어로만 번역되는 단어가 있기 때문에 러시아어를 이해하지 못하면 생활에 어려움을 겪을 수 있다.
수도 비슈케크와 그 주변의 많은 주민들은 러시아어로 생활하며 키르기스어를 능숙하게 하지 못하는 키르기스인들도 적지 않다. 이로 인해 현지 태생의 러시아인은 키르기스어를 하지 못하는 사람이 대부분이다.

### 기타 구 소련권
에스토니아 이외에도 함께 유럽 연합 회원국인 라트비아, 리투아니아 등의 구 소련 국가에서도 러시아계 주민을 중심으로 널리 쓰인다. 다만 이들 국가에서는 러시아어가 국가적으로 공인된 공용어나 소수 언어가 아니며, 따라서 EU 공용어에도 러시아어가 포함되지 않고 있다. 소련 붕괴 이래로 러시아에 대한 반감과 위상 저하를 배경으로 하여 앞서 말한 우크라이나, 카자흐스탄 외에도 라트비아, 몰도바에서 러시아어 이탈 움직임이 있다. 다만 소련 시절부터 러시아인 거주 비율이 10% 정도였던 리투아니아를 제외하면 위의 각 나라에서 러시아계 주민 비율은 상대적으로 높고, 특히 중앙아시아에서는 상대적으로 임금 수준이 높은 러시아 도시에서 돈을 버는 경향이 있어 노동자 유출이 계속되고 있기 때문에 러시아어가 구소련권의 상업·행정적 공통언어(링구아 프랑카)로 현재도 사용이 계속되고 있다.

### 이스라엘
1999년 데이터에 따르면 구소련에서 이스라엘로 이민을 떠난 이들은 75만 명에 달하며 러시아어 TV·라디오 방송국도 있다. 이스라엘의 공용어는 히브리어뿐이지만 이민의 영향으로 인해 공용어가 아닌 영어처럼 러시아어도 널리 쓰이고 있다.

### 미국
미국의 러시아어 화자에는 두 가지 유형이 있다. 하나는 정치적 이유로 러시아 제국이나 소련에서 이주한 사람들과 그 후손인 '러시아계 미국인', 그리고 러시아 통치 시기 알래스카 주민들의 후손들이다.
러시아 제국에서는 로마노프 왕조와 굉장히 강한 관계를 가진 러시아 정교회의 주류파가 절대적인 권력을 가졌으며 이들이 비주류인 고의식파와 몰로칸파, 그리고 소수민족인 유대인이 신앙을 지키는 유대교 등을 억누르는 체제였다. 특히 유대인에 대해서는 '포그롬'이라는 대량학살이 일반 민중의 손으로 행해졌기 때문에 1880년대 이후에 유대인의 미국 집단 이주가 시작되었다. 거주 지역은 뉴욕과 샌프란시스코 등 도시에 집중되었다.
이어 1917년 러시아 혁명에 따른 사회주의 체제인 볼셰비키 정권이 탄생하고 러시아 내전을 거쳐 1922년 소련이 성립함으로써 귀족, 지주, 교회 관계자 등의 구 지배층, 나아가 정치적 혼란과 박해를 우려한 많은 일반 민중이 러시아를 탈출하여 그 일부가 신대륙이며 이미 러시아계 커뮤니티가 형성되어 있던 미국을 목표로 하였다. 이들 망명자는 '백계 러시아인'으로도 불리며 많은 지식인들도 포함되어 있어 미국에서의 러시아어 및 러시아 문화의 전달을 촉진하였다. 소련 성립 이후에도 합법적인 출국이 허용되는 지식인은 소수이지만 존재했고, 이들은 1933년 소련과의 국교를 수립한 미국으로 이주하는 사례가 생겨났다.
제2차 세계대전 이후 동서냉전이 격화하면서 양 진영의 중심이 된 소련에서 미국으로의 이주는 엄격히 제한되어 소수의 망명자를 제외하면 인구 이동은 일어나지 않았으나 1970년대 들어 소련 정부는 자국의 유대인이 이스라엘로 이주하는 것을 일정 수의 범위에서 허용하게 되었고, 그 중 일부가 미국으로 재이주하였다. 그리고 1980년대 페레스트로이카 정책에 따른 소련의 자유화, 그리고 1991년 소련 붕괴에 따른 러시아 연방의 성립으로 러시아인들의 국외 출국이 쉬워지면서 미국으로의 이주가 다시 증가하였다. 이주 이유에는 국내에서의 민족 대립을 배경으로 한 정치적 망명, 보다 풍요로운 생활을 바라는 경제적 이민, 소련 체제에서의 높은 교육 수준에서 육성된 기술자의 미국 기업 취직 등이 있으며, 러시안 마피아에 의한 비합법 이주, 영어로는 '우편주문 신부'라고도 불리는, 업자를 통한 간이 국제결혼에 의한 러시아 여성의 미국 이주 등도 포함된다.
이들도 미국의 러시아어 화자 증가에 기여하였고 21세기 들어 그 수가 감소했다고 여겨지지만, 2000년 인구 조사에서는 70만명이 러시아어 화자라고 답했으며, 러시아계 미국인 자체는 미국 전체 인구의 약 1%인 약 300만명으로 여겨진다.
한편 러시아 제국은 16세기부터 진행한 시베리아 정복의 결과 베링 해협을 넘어 아메리카 대륙 북서단 알래스카에 도달해 있었다. 1784년 알래스카 남부 코디액 섬에 근거지를 두고 1799년 알래스카 영유권을 선언했고 1821년 정식으로 러시아령 아메리카가 성립되었지만 러시아 제국에게 알래스카는 너무 멀어서 유효한 식민지 통치가 어려웠다. 이는 반대로 제국의 박해에서 벗어나고 싶은 고의식파에게는 좋은 일이었다. 1867년 미국이 러시아에게서 알래스카를 구입하자 러시아 제국 관리와 모피 상인 등은 본국으로 귀환하였으나, 고의식파는 귀국을 거부하고 자신의 신앙이 보장되는 미국 국민이 되기로 했다. 이때 '러시아어 원어민 미국인'이 생겨났고, 더욱이 소련 성립 후 알래스카와 시베리아의 교류가 단절되면서 알래스카의 극히 일부에서는 러시아 제국 당시부터의 고의식파 신앙과 러시아어가 보존되었다. 특히 알래스카 본토, 코디액 섬에서 약 250km 떨어진 니닐치크(иилчикн)에서는 아래의 '방언'에서 말한 바와 같이 발음이나 성(性)의 구조 등에서 현재의 표준 러시아어와 차이가 있다고 여겨져, 그곳에서는 20세기 말부터 모스크바 대학교 등의 연구자가 언어 수집을 하고 있다.

## 방언
방언은 북부(러시아 북부에서 시베리아), 중부(러시아 중앙부), 남부(캅카스와 러시아 남서부)로 나뉘며, 표준어는 모스크바 방언을 기반으로 한다. 모스크바 방언은 원래 남부 방언에 속했으나 북부방언의 영향을 받아 새로운 중부 방언으로 탄생했다. 그 밖에도 민족마다 러시아어 억양이 다르기도 하다. 이를테면 우크라이나의 러시아어(우크라이나 억양의 러시아어, 주로 서부지역과 오데사에서 많이 사용), 캅카스의 러시아어 (캅카스 억양의 러시아어, 러시아의 북캅카스 지방의 여러 민족과 코카서스 3국에서 사용), 중앙아시아의 러시아어(터키 억양의 러시아어, 중앙아시아 5개 공화국에서 많이 사용) 등이 있다.

### 러시아어 유래의 변종 방언
- 페냐는 러시아에서 행상인이나 부랑민, 범죄자 집단 사이에서 암호처럼 사용된 은어 체계이다. 중세 언어의 특징이 반영되었다고도 하며, 문법적으로는 일부 변형이 있고 어휘 면에서는 전혀 별개의 언어이다.
- 퀠리아어는 독일어와 러시아어가 혼합된 언어이다.
- 수르지크어는 우크라이나 일부 지역에서 쓰이는 우크라이나-러시아어이다.
- 트라샨카어는 벨라루스에서 쓰이는 벨라루스-러시아어이다.
- 러시아노르웨이어는 스발바르 제도와 콜라반도에서 러시아인과 노르웨이인들이 의사소통을 위해 혼합된 언어였으나, 지금은 소멸되었다.
- 러시아 영어는 러시아식 영어이다.
- 캬흐타어는 러시아어와 중국어가 혼합된 언어였으나, 지금은 소멸되었다.
- 시베리아 방언은 러시아어와 시베리아의 소수민족들의 언어 알타이어, 투바어, 부랴트어 등이 혼합되어 쓰인다.

## 문자
키릴 문자(러시아어 문자)를 쓴다. 다음 표는 현재 러시아어에서 사용되는 문자와 각 문자의 전형적인 발음을 IPA로 옮긴 것이다.
| А a/아 | Б b/베 | В v/붸 | Г ɡ/게 | Д d/데  | Е jɛ/예             | Ё jo/요  | Ж ž/줴             | З z/제 | И i/이  | Й j/이-끄라뜨코예 |
| К k/까 | Л l/엘 | М m/엠 | Н n/엔 | О o/오  | П p/뻬              | Р r/에르 | С s/에스           | Т t/떼 | У u/우  | Ф f/에프          |
| Х x/하 | Ц ʦ/쪠 | Ч ʨ/체 | Ш ʂ/샤 | Щ ɕː/샤 | Ъ -/뜨뵤르듸 즈나크 | Ы ɨ/의   | Ь ◌ʲ/먀흐끼 즈나크 | Э ɛ/에 | Ю ju/유 | Я ja/야           |

А, Ы, У, Э, О는 경모음이고, Я, И, Ю, Е, Ё는 연모음이다. Й는 반자음이다.

## 음운

### 모음
러시아어가 갖는 모음의 개수는 학파에 따라 의견이 다른데, 모스크바 음운학파에 따르면 러시아어의 강세 붙은 모음은 <а>, <э>, <и>, <о>, <у> (/a, e, i, o, u/)의 5개이고 상트페테르부르크 음운학파 (레닌그라드 음운학파)는 여기에 <ы>(/ɨ/)를 추가한다. 모음은 강세에 따라 이음(異音)을 가지는데 강세가 없는 모음은 약화되어 2~4가지의 음운(경자음 뒤에서 /i, u, a/, 연자음 뒤에서 /i, u/)으로 발음된다.

### 자음
|        | 양순음 | 양순음 | 순치음 | 순치음 | 치음과 치경음 | 치음과 치경음 | 권설음과 치경구개음 | 권설음과 치경구개음 | 경구개음 | 연구개음 | 연구개음 |
| 파열음 | p pʲ   | b bʲ   |        |        | t tʲ          | d dʲ          |                     |                     |          | k        | ɡ        |
| 파찰음 |        |        |        |        | ʦ             |               | ʨ                   |                     |          |          |          |
| 마찰음 |        |        | f fʲ   | v vʲ   | s sʲ          | z zʲ          | ʂ ɕ                 | ʐ ʑ                 |          | x        |          |
| 비음   | m mʲ   | m mʲ   |        |        | n nʲ          | n nʲ          |                     |                     |          |          |          |
| 전동음 |        |        |        |        | r rʲ          | r rʲ          |                     |                     |          |          |          |
| 접근음 |        |        |        |        | ɫ lʲ          | ɫ lʲ          |                     |                     | j        |          |          |

- 자음 Й은 모음 뒤에 올 때가 아니라면 많이 사용하지 않지만, 외래어에서는 Йокогама(요코하마, 발음: 요꼬가마)와 같이 단어의 앞에 오기도 한다.
- Ё에는 반드시 악센트가 있다.
- У 이외의 모음은 악센트가 없으면 소리가 탁해진다. 엑센트의 앞뒤 및 위치에서는 소리가 바뀌지만, 자세히 들리지는 않는다. а, о는［ъ］и와, э는［иэ］(и склонно к э)
- 서구어에는 없는 /z-/ 로 시작되는 자음 연속이 있다. 예: знание /zna-/(지식, 발음: 즈나니에)

## 문법
러시아어는 인도유럽어 특유의 종합 및 굴절 구조를 잘 보존하고 있으나 상당한 수준의 형태적 단순화도 진행되었다. 형태론적 관점에서 볼 때 러시아어는 명사, 대명사, 형용사, 수사에서 고도의 굴절성을 가지고 있다.
명사의 변화형에는 주격, 생격(슬라브어 소유격), 대격, 여격, 도구격, 전치격의 6가지 격이 2가지 수(단수와 복수) 및 3가지 성(남성, 여성, 중성)과 함께 포함된다. 또한 호격이 일부 용례로서 불완전하게 남아있다. 동사의 경우 시제는 과거, 현재, 미래의 3가지가 있으며 상은 완료상과 미완료상으로 나뉜다. 또한 동사에는 의미의 변화를 주는 다양한 접두사가 붙을 수 있다.

## 지위

### 공용어
- 러시아
- 벨라루스 (벨라루스어와 함께)
- 카자흐스탄 (카자흐어와 함께)
- 타지키스탄 (타지크어와 함께)
- 키르기스스탄 (키르기스어와 함께)

사실상 독립한 지역
- 트란스니스트리아 (몰도바어, 우크라이나어와 함께)
- 압하지야 (압하스어와 함께)
- 남오세티야 (오세트어와 함께)

그 밖의 지역
- 가가우지아 (가가우즈어, 루마니아어와 함께)
- 스발바르 제도 (노르웨이어와 함께)

### 국제 기관
- 유엔 (영어, 프랑스어, 러시아어, 중국어, 스페인어, 아랍어와 함께)
- 국제 원자력 기구
- 국제 민간 항공 기구
- 유네스코
- 세계 보건 기구
- 국제 표준화 기구 (영어, 프랑스어와 함께)
- 상하이 협력 기구 (중국어와 함께)
- 독립국가연합(CIS)
- 집단 안보 조약 기구(CSTO)
- 유라시아 경제 연합

유럽 연합도 필요에 따라서 러시아어를 사용하기도 한다.
서유럽권도 의사 소통을 러시아어로 하는 경우가 종종 발생하며, 이는 당시 국제 언어로 러시아어가 널리 쓰였기 때문이다. 냉전 당시에는 바르샤바 조약 기구도 공식 언어가 러시아어였다.

### 인구 30% 이상의 제1언어, 제2언어
- 우크라이나
- 우즈베키스탄
- 라트비아
- 에스토니아
- 몰도바
- 몽골

### 공용어의 지위를 가지지 않고 있는 나라
현재 러시아어 화자가 상당히 많지만, 공식 지위를 가지고 있지 않은 나라들이 있다.
- 아제르바이잔 - 러시아어는 외국어의 지위를 가지고 있다. 하지만 약 70%의 인구가 러시아어가 능통하다.[3]
- 아르메니아 - 러시아어는 외국어의 지위를 가지고 있지만, 소수 민족 언어로 러시아어가 사용되고 있는 것에 따라 러시아어판 유럽 헌장을 비준했다.[4] 러시아어는 약 70%의 인구가 능통하고 있다.
- 조지아 — 러시아어는 외국어의 지위를 가지고 있으나 주민의 55%가 러시아어에 능통하다.
- 이스라엘 — 러시아어는 외국어의 지위를 가지고 있다. 이스라엘 인구의 약 20%가 러시아어로 대화한다.
- 라트비아 — 러시아어는 외국어의 지위를 가지고 있다.[5] 하지만 소련의 영향으로 81.2%의 주민이 러시아어에 능통한데다가, 이들 중 37.5%가 모어로 사용하고 있다.[6]
- 리투아니아 - 소련의 영향으로 거의 대부분이 러시아어를 할 줄 안다. 리투아니아에서 러시아어 사용 능력은 리투아니아 인구의 78%에 달하는 데에도 불구하고 러시아어는 외국어의 지위를 가지고 있다.
- 몽골 - 러시아어는 외국어의 지위를 가지고 있다.
- 투르크메니스탄 - 러시아어는 외국어의 지위를 가지고 있다. 하지만 러시아어도 널리 사용된다.
- 중화민국· 중화인민공화국 - 중국 소수민족 언어다.

### 그 외에 사용하는 국가
- 캐나다: 캐나다 내에 있는 러시아계가 사용하며, 토론토, 벤쿠버 등지에 있는 러시아계가 사용한다.
- 폴란드: 폴란드 내에 있는 러시아계가 사용하며, 이외에 소수 폴란드인 중에 구사 인구가 조금 있다.
- 체코: 체코 내에 있는 러시아계가 사용하며, 이외에 소수 체코인 중에 구사 인구가 조금 있다.
- 슬로바키아: 슬로바키아 내에 있는 러시아계가 사용하며, 이외의 소수 슬로바키아인 중에 구사 인구가 조금 있다.
- 루마니아: 루마니아 내에 있는 러시아계가 사용하며, 이외의 소수 루마니아인 중에서 조금 구사하는 인구가 있다.
- 오스트레일리아: 오스트레일리아 내에 있는 러시아계가 사용하며, 시드니 등에서 조금 사용된다.
- 독일: 독일 내에 있는 러시아계가 사용하며, 사용자는 거의 대부분 러시아계다.
- 핀란드: 핀란드 내에 있는 러시아계가 사용하며, 핀란드인 중에서도 구사 인구가 조금 있다.
- 쿠바: 구 소련 당시에는, 외국어의 지위를 가지고 있었다.
- 헝가리: 구 소련 당시에, 지배의 영향으로 헝가리 인구 중에서 소수가 구사하며, 러시아계가 거의 대부분 사용한다.
- 불가리아: 외국어로 조금 사용되며, 불가리아 내에 있는 소수 러시아계가 구사하며, 구 소련 당시에는, 제2외국어로서의 지위를 가졌다.
- 세르비아: 국가 내에서는 외국어로 사용되며, 거의 대부분 세르비아에 있는 러시아계가 구사한다.

1940년대 사할린섬 반환과 맞물려 오늘날에는 러시아와 국경을 마주보는 일본 홋카이도에서는 일본어가 공용어지만 외국어로는 러시아어가 많이 학습된다. 대한민국에도 러시아어 사용자가 일부 존재한다. 대한민국에서는 중학교 2학년때부터 러시아어를 배울 수 있으며 대학수학능력시험에서도 제2외국어로 러시아어 Ⅰ을 선택할 수 있지만, 러시아어 Ⅱ는 수능에 없다. 러시아어를 배우는 중학생들은 '생활 러시아어'라는 이름으로 배운다.

## 기본 표현

### 기본 문장
- 네 Да. 다[*]
- 아니요 Нет. 니옛,녵[*]
- 안녕하세요(만났을 때) Здра́вствуйте! 즈드라뚜이쩨[*]
- 안녕?(만났을 때) Приве́т. 쁘리비옛[*]
- 안녕?(헤어질 때) Пока. 빠까[*]
- 안녕? Здра́вствуй. 즈드라뚜이[*]

☞ cf) 첫번째 в는 묵음
- 안녕하세요 (아침) До́брое у́тро. 도브라예 우뜨라[*]
- 안녕하세요 (낮) До́брый день. 도브릐 젠[*]
- 안녕하세요 (저녁) До́брый ве́чер. 도브릐 볘치르[*]
- 안녕히 주무세요Споко́йной но́чи. 스빠꼬이나이 노취[*]
- 안녕히 가세요/계세요 До свида́ния! 다 스비다니야[*]
- 내일 봐요 До за́втра! 다 잡뜨라[*]
- 고마워요 Спаси́бо! 스빠시바[*] - 천만에요 Не́ за что. 녜 자 쉬따[*]
- 미안합니다 Извини́те. 이즈비니쩨[*] - 괜찮아요 Ничего́ 니치보[*]
- 실례합니다 Простите. 쁘라스찌쩨[*]
- 이름은 뭐예요? Как вас зову́т? 깍 바스 자붓[*]
- 저는 ~라고 합니다. Меня зовут ~. 미냐 자붓 ~[*]
- 만나서 반갑습니다. О́чень прия́тно. 오친 쁘리야뜨나[*]
- 잘 먹겠습니다. Приятного аппетита! 쁘리야뜨나바 아삐찌따[*]
- 부탁합니다. Пожа́луйста. 빠좔루스따[*]
- 실례합니다, 화장실은 어디에 있나요? Скажи́те пожа́луйста. Где туале́т? 스까쥐찌에, 빠좔루스따. 그제 뚜알롓[*]
- 얼마예요? Ско́лько сто́ит? 스꼴까 스또잇?[*]
- ~을 말할 수 있나요? Ты́ говори́шь ....? 띄 거봐리쉬 ...?[*]
- 죄송합니다. 저는 러시아어를 모릅니다. Извините, я не говорю по-русски. 이즈비니쩨, 야 니 거봐류 빠-루스끼[*]
- '좋아요, 알았어요'의 뜻을 갖고 있는 Хорошо(발음:하라쇼)는 영어에서의 'please'처럼 다양한 상황에서 사용될 수 있는 긍정 또는 용인의 표현이다.

### 단어

#### 의문사
- 누구 кто 크또[*]
- 무엇 что 쉬또[*]
- 어디 где 그제[*]
- 언제 когда́ 까그다[*]
- 왜 почему́ 빠치무[*]
- 어떻게 как 깍[*]
- 얼마 ско́лько 스꼴까[*]

#### 수
- 1 оди́н 아진[*]
- 2 два 드바[*]
- 3 три 뜨리[*]
- 4 четы́ре 취띄리[*]
- 5 пять 뺫츠[*]
- 6 шесть 쉐스츠[*]
- 7 семь 씸[*]
- 8 во́семь 보씸[*]
- 9 де́вять 졔비쯔[*]
- 10 де́сять 졔시쯔[*]

#### 요일과 시간
- 일요일 воскресе́нье 바스끄리쎄-니예[*]
- 월요일 понеде́льник 빠니젤-닉[*]
- 화요일 вто́рник 브또-르닉[*]
- 수요일 среда́ 쓰리다[*]
- 목요일 четве́рг 치뜨베-르크[*]
- 금요일 пя́тница 뺫니짜[*]
- 토요일 суббо́та 수보-따[*]

러시아의 요일과 달들
러시아어 시간의 단위와 표현

#### 방향과 장소 및 지시
- 왼쪽으로 налево(날레바), 왼쪽 방향 Левая сторона(레바야 스토라나)
- 오른쪽으로 направо(나프라바), 오른쪽방향 правая сторона(쁘라바야 스토라나)
- 여기에 здесь(즈지에스)
- 저기에 Там(땀)
- 이것(은) это(에따)
- 저것(은) тот(똣)

#### 지명
- 러시아 Росси́я 라시야[*]
  - 모스크바 Москва́ 마스크바[*]
- 미국 США 세셰아/스샤[*]
  - 워싱턴 D.C. Вашингто́н 바싱톤[*]
- 프랑스 Франция 프란치야[*]
  - 파리 Пари́ж 파리즈[*]
- 독일 Герма́ния 기르마니야[*]
  - 베를린 Берли́н 비를린[*]
- 폴란드 По́льша 폴샤[*]
  - 바르샤바 Варшава́ 바르샤바[*]
- 우크라이나 Укра́йна 우크라이나[*]
  - 키예프 Ки́ев 키이프[*]
- 중국 Кита́й 키타이[*]
  - 베이징 Пеки́н 페킨[*]
- 대만 Тайвань 타이반[*]
  - 타이베이 Тайбэй 타이베이[*]
- 일본 Япо́ния 이포니야[*]
  - 도쿄 То́кио 토키아[*]
- 대한민국(남한) Ю́жная Коре́я 유즈나야 카례야[*] 또는 Респу́блика Коре́я 리스푸블리카 카례야[*]
  - 서울 Сеу́л 시울[*]
- 조선민주주의인민공화국(북한) Се́верная Коре́я 셰비르나야 카례야[*] 또는 КНДР 카엔데에르[*]
  - 평양 Пхенья́н 프히니얀[*]
- 불가리아 Болга́рия 발가리야[*]
  - 소피아 Софи́я 사피야[*]
- 헝가리 Венгрия 벤그리야[*]
  - 부다페스트 Будапе́шт 부다페시뜨[*]
- 홍콩 Гонко́нг 간콘그[*]

#### 언어
- 러시아어 Русский язык 루스끼 야직[*]
- 독일어 Немецкий язык 니몌쯔끼 야직[*]
- 프랑스어 Французкий язык 프란쭈스끼 야직[*]
- 영어 Английский язык 안글리스끼 야직[*]
- 한국어 Корейский язык 까레이스끼 야직[*]
- 일본어 Японский язык 이뽄스끼 야직[*]
- 중국어 Китайский язык 키따이스끼 야직[*]

#### 그 외
- 수도 столи́ца 스딸리짜[*]
- 다리 мост 모스뜨[*]
- 책 кни́га 끄니가[*]
- 쌀 рис 리스[*]
- 생선, 물고기 ры́ба 릐바[*]
- 고기 мя́со 먀싸[*]
- 설탕 са́хар 사하르[*]
- 나무 де́рево 졔리바[*]
- 해 со́лнце 손쩨[*]
- 달 луна́ 루나[*]
- 별 звезда́ 즈비즈다[*]
- 강 река́ 리까[*]
- 산 гора́ 가라[*]
- 년 год 고트[*]
- 월 ме́сяц 몌시쯔[*]
- 물 вода́ 바다[*]
- 불 ого́нь 아곤[*]
- 저녁 ве́чер 볘취르[*]
- 사람 челове́к 췰라볙[*]
- 남편 муж 무쉬[*]
- 아내 жена́ 줴나[*]
- 도시 го́род 고라트[*]
- 저녁 ве́чер 볘치르[*]
- 사랑 любо́вь 류보프[*]
- 군대 а́рмия 아르미야[*]
- 축구 футбо́л 풋뜨볼[*]
- 야구 бе́йсбол 볘이스볼[*]

## 러시아어에서 유래된 외래어
- 아지트 - агитпункт 아깉뿡크뜨[*] (선동 본부)
- 이크라 - икра 이끄라[*] (캐비아)
- 인텔리겐치야(intelligentsia) - интеллигенция 인쩰리겐치야[*] (지식인)
- 보드카 - водка 보드까[*] (물 + 지소말)
- 오호츠크해 - Охотское море 오호츠꼬에 모례[*]
- 캠페인 - кампания 깜빠니야[*] (조직투쟁)
- 코민테른 - Коминтерн 꼬민떼른[*] ← Коммунистический интернационал
- 콜호스(소련의 집단농장) - колхоз ← коллективное хозяйство (집단농장)
- 콤비나트(combinat) - комбинат 꼼비나뜨[*]
- 사할린 - Сахалин
- 해마 - сивуч (바다사자)
- 소련(소비에트) - Совет(회의)
- 구 소련의 국영 농장 - совхоз ← советское хозяйство (소련의 농장)
- 타이가 - тайга 따이가[*](밀림)
- 체카 - ЧК ← чрезвычайная комиссия по борьбе с контрреволюцией и саботажем (반혁명과 태업에 대한 투쟁을 위한 비상 위원회)
- 차르 - царь(왕)
- 툰드라(라프어에서 러시아어를 통해 차용) - тундра
- 데카브리스트 - декабрист (12월 당원)
- 토치카 - точка 또취까[*] (점, 지점)
- 트로이카 - тройка 뜨로이까[*] (3번, 3조)
- 트로츠키스트(경멸의 의미를 담은 언어) - троцкист
- 할당량 - норма 노르마[*]
- 발랄라이카 - балалайка
- 브나로드 - в народ (민중속으로)
- 페치카 - печка 뻬취까[*] (난로)
- 페레스트로이카 - перестройка (개혁)
- 볼셰비키 - большевики (다수파)
- 보르시 - борщ
- 멘셰비키 - меньшевики (소수파)

## 같이 보기
- 러시아

### 내용주
1. ↑  단, 소련의 구성국 중 하나인 러시아 소비에트 연방 사회주의 공화국의 공용어는 러시아어였다.
2. ↑  스탈린의 강령인 '형식은 민족적이고 내용은 사회주의적인 문화의 건설'은 오토 바우어에게서 차용되었다. 이 강령은 언어 문제와 관련된 1925년 연설 '모국어에 의한 교육'에서 가장 먼저 드러났다. 따라서 러시아어가 공용어가 된 것은 러시아 연방 성립 이후이다.
3. ↑  조지아어로는 사카르트벨로이다.
4. ↑  체코와 헝가리 등 역사적으로 오스트리아 제국의 지배를 받던 나라도 적지 않기 때문이다.
5. ↑  예를 들면 러시아어에서는 컴퓨터를 의미하는 외래어인 компьютер(콤피유테르)가 슬라브어적인 вычислитель(비치슬리텔리, 숫자 출력물)보다 자주 사용된다.

### 참조주
1. ↑  Фурман Д. Е., Задорожнюк Э. Г. Притяжение Балтии (балтийские русские и балтийские культуры)[깨진 링크(과거 내용 찾기)] // Мир России. 2004. Т. XIII. № 3. С. 98-130
2. ↑  [ɨ]는 중설모음으로, 한국어 및 현행 한글 체계에는 없는 발음이다. 이를 한글로 표기하기 위해 많은 러시아어 학습서에서는 후설모음 ㅡ이 자음화된 연구개 접근음 [ɰ]와 전설모음 ㅣ의 이중모음인 ㅢ를 사용하고 있으나, 이는 엄밀히 말하면 옳지 않은 표기다.
3. ↑  Доклад МИД России. Русский язык в мире
4. ↑  List of declarations made with respect to treaty No. 148 보관됨 2018-12-26 - 웨이백 머신 영어로
5. ↑  국가언어에 대한 법률 라트비아어로 영어로 보관됨 2013-05-07 - 웨이백 머신
6. ↑  Данные переписи 2000 г. о родном языке жителей, csb.gov.lv — выбрать «2000. g. tautas skaitīšanas rezultati īsumā», затем «Iedzīvotāju dzimtā valoda un citu valodu prasme» 라트비아어로